# Tripla Città
Tripla Città o Trecittà (in polacco Trójmiasto) è la denominazione che designa l'agglomerato urbano costituito dalle città polacche di Danzica, Gdynia e Sopot, sul Mar Baltico.
La denominazione è stata utilizzata solo in modo informale o semi-formale. Una dichiarazione di cooperazione strategica, la Carta di Trecittà (in polacco: Karta Trójmiasta), è stata firmata dai sindaci delle tre città il 28 marzo 2007. L'unica autorità di gestione comune incorporata nella metropolitana della Tripla Città è l'Unione Metropolitana del Trasporto Pubblico della Baia di Danzica (in polacco: Metropolitalny Związek Komunikacyjny Zatoki Gdańskiej) che, nonostante il nome, è un'unione intercomunale e non metropolitana.
Costituisce il maggiore centro culturale e portuale della Polonia del nord e conta complessivamente circa 750.000 abitanti, con quasi il 35% dei contribuenti di Trecittà che rientra nelle classi di reddito imponibile medio e alto (contro la media polacca del 10%). Circa il 12% dei contribuenti, rientra nel gruppo di reddito imponibile più alto (la media polacca è il 3%). Il nome Piccola Tripla Città Casciuba (in polacco Małe Trójmiasto Kaszubskie), è usato, invece, in riferimento alle città di Wejherowo, Rumia e Reda appartenenti alla Casciubia.

## Educazione
Trecittà è un importante centro per l'istruzione:
- Danzica: Numero di università: 13 (2010) Numero di studenti: 52.436 (2009) Numero di laureati: 10.439 (2001)

- Gdynia: Numero di università: 7 (2010) Numero di studenti: 21.362 (2010)

Alcune delle università della Tripla Città:
- Accademia di educazione fisica di Danzica

- Accademia di Belle Arti di Danzica

- Accademia di Musica di Danzica

- Università marittima di Gdynia

- Accademia navale polacca di Gdynia

- Università di Medicina di Danzica

- Università di Danzica

- Politecnico di Danzica

- Università SWPS di Sopot

- Università di Scienze Applicate di Sopot

- Scuola bancaria di Danzica

- Scuola di Management di Danzica

- Scuola superiore di scienze umane di Danzica

- Scuola di amministrazione di Danzica

- Scuola superiore economico-sociale di Danzica

- Scuola superiore di turismo e industria alberghiera di Danzica

- Accademia di relazioni economiche e politiche internazionali di Gdynia

- Università di economia e amministrazione Kwiatkowski di Gdynia

- Scuola superiore di scienze umane della Pomerania a Gdynia

- Scuola superiore di cultura fisica e turismo di Sopot

- Collegio di Sopot

## Trasporti
La città possiede un'infrastruttura di traffico e un sistema di trasporto pubblico ben sviluppati. Lo sviluppo di Trecittà è stato agevolato dalla costruzione della ferrovia a transito rapido (SKM), che collegava l'intera area tra Tczew, Danzica, Sopot, Gdynia, Reda, Rumia e Wejherowo. Nel 1975 è stata costruita la Tricity Beltway.
L'Unione Metropolitana dei Trasporti Pubblici della Baia di Danzica (MZKZG), un ente costituito dai comuni dell'area per agire come autorità comune per il trasporto pubblico, emette biglietti validi sia per la ferrovia a transito rapido SKM, per tutti o alcuni dei tram e degli autobus di Danzica e dei filobus e degli autobus di Sopot e Gdynia.

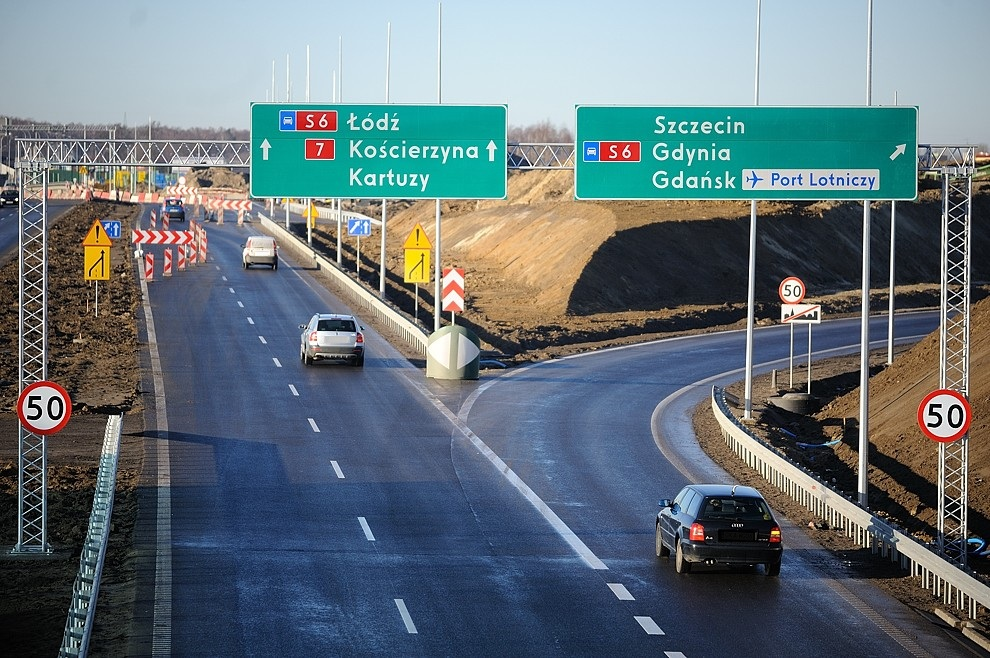
Superstrada S6 che incontra la Circonvallazione della Tripla Città nel 2012

### Trasporto via terra
La spina dorsale dei trasporti della Tripla Città è l'autostrada interna. Inizia a Danzica e attraversa Sopot, Gdynia, Rumia e Reda fino a Wejherowo. È composta da 2-4 corsie per ogni senso.
La superstrada Tangenziale di Trecittà (Obwodnica Trójmiejska), a doppia carreggiata, inizia nei pressi di Pruszcz Gdański e attraversa i quartieri occidentali di Danzica fino a Gdynia-Chylonia.

### Trasporto ferroviario
La varietà e il numero di linee di autobus pubblici e di collegamenti in pullman facilitano gli spostamenti nella Tripla Città e nelle aree circostanti. Uno dei mezzi di trasporto più popolari nella regione della Pomerania è l'autobus pubblico. L'elevato numero di linee di autobus copre ogni quartiere delle tre città della metropoli. Oltre ai normali autobus, Gdynia gestisce anche filobus che raggiungono Sopot.
La città di Danzica gestisce una rete tranviaria ben sviluppata per collegare le varie aree della città.

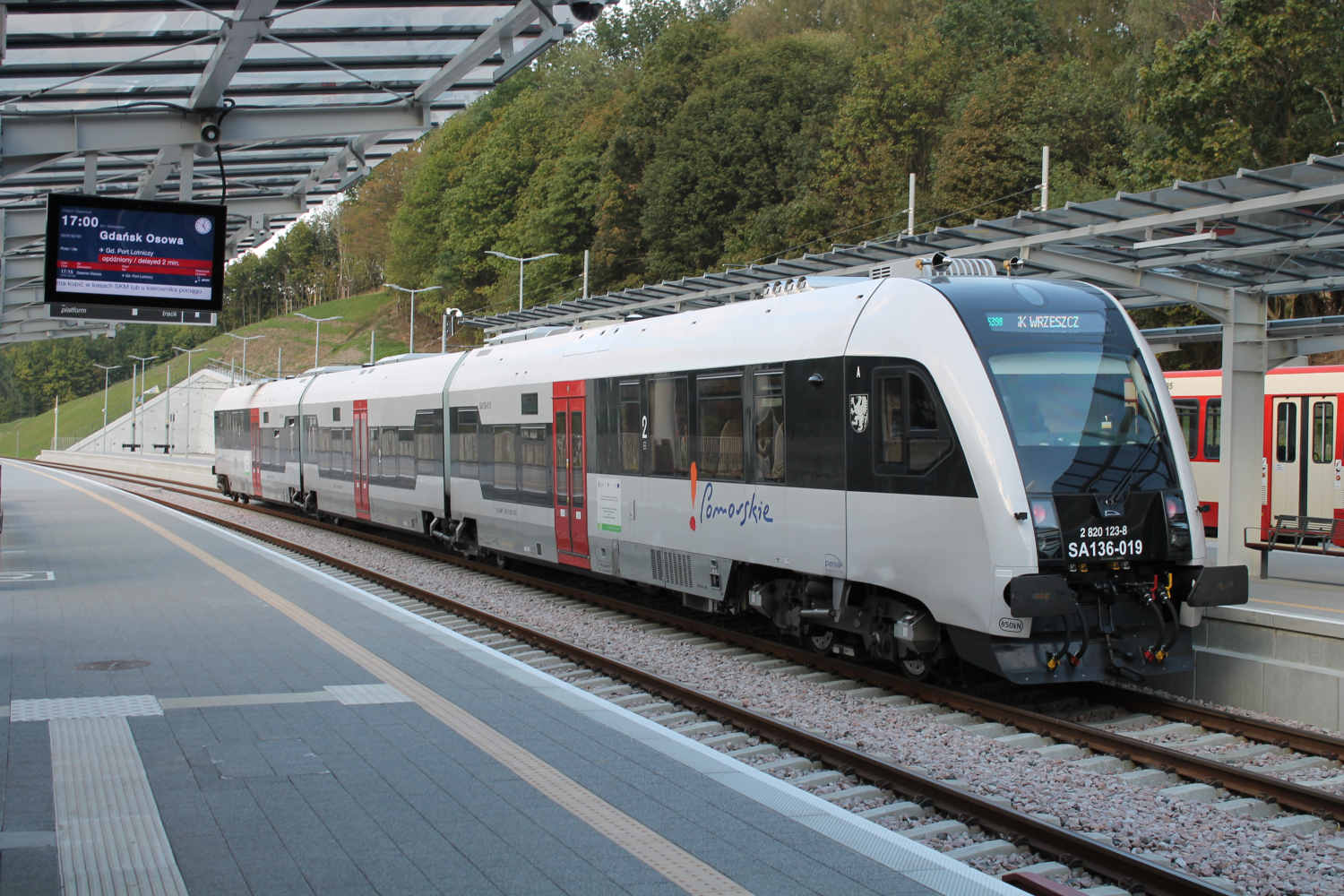
Ferrovia a transito rapido (Ferrovia metropolitana della Pomerania)

L'area di Trecittà è servita dalla rete ferroviaria SKM (nota in polacco come Szybka Kolej Miejska w Trójmieście o anche “Tricity Rapid Transit Rail”). Attualmente fornisce un servizio regolare principalmente su due linee ferroviarie dedicate, integrate da alcune linee ferroviarie ordinarie della regione, sia come ferrovia pendolare che collega alcune città e villaggi periferici tra loro e con le principali città di Danzica, Gdynia e Sopot, sia come servizio di transito rapido interno al nucleo urbano formato dalle tre città. Gli intervalli variano da 6 minuti durante l'ora di punta sulla principale tratta comune tra Danzica e Gdynia, fino a 30 minuti alle estremità più lontane della rete
La rete ferroviaria a transito rapido ha ottenuto, fin dalla sua nascita nel 1951, un effetto unificante sull'area metropolitana precedentemente divisa da una frontiera, collegando le località collegate con un servizio frequente e affidabile. Più recentemente, una ferrovia prebellica distrutta nel 1945 dall'esercito tedesco in ritirata è stata ricostruita come la Pomorska Kolej di 19,5 km. 5 km della Pomorska Kolej Metropolitalna (ferrovia metropolitana della Pomerania) conosciuta semplicemente come PKM, anch'essa gestita dalla SKM e messa in servizio nel 2015, che collega la stazione centrale di Danzica Wrzeszcz con l'aeroporto di Danzica Lech Wałęsa, con un ulteriore servizio per la stazione di Gdynia Główna fornito attraverso una ferrovia preesistente, formando così un anello di collegamento con la linea primaria SKM, direttamente al suo capolinea meridionale, mentre il capolinea settentrionale è collegato indirettamente attraverso una linea preesistente. La linea primaria SKM è servita da unità multiple elettriche aeree fin dalla sua inaugurazione, mentre la linea PKM è attualmente servita da unità a olio combustibile, anche se è prevista una prossima elettrificazione.
Inoltre, l'area è ben collegata al resto della Pomerania, alla Polonia e al resto d'Europa. La Polregio fornisce un servizio ferroviario regionale che collega le città e i paesi della Pomerania. Gdańsk Główny e Gdynia Główna sono i principali nodi ferroviari della zona; queste stazioni e altre cinque, Danzica Wrzeszcz, Danzica Oliwa, Sopot, Wejherowo e Rumia, offrono servizi interurbani per le città della Polonia e di altri Paesi, gestiti dalle Ferrovie dello Stato polacche sotto il marchio PKP Intercity. La maggior parte delle stazioni servite dalla ferrovia regionale e interurbana fanno anche parte della rete SKM.

### Trasporto aereo

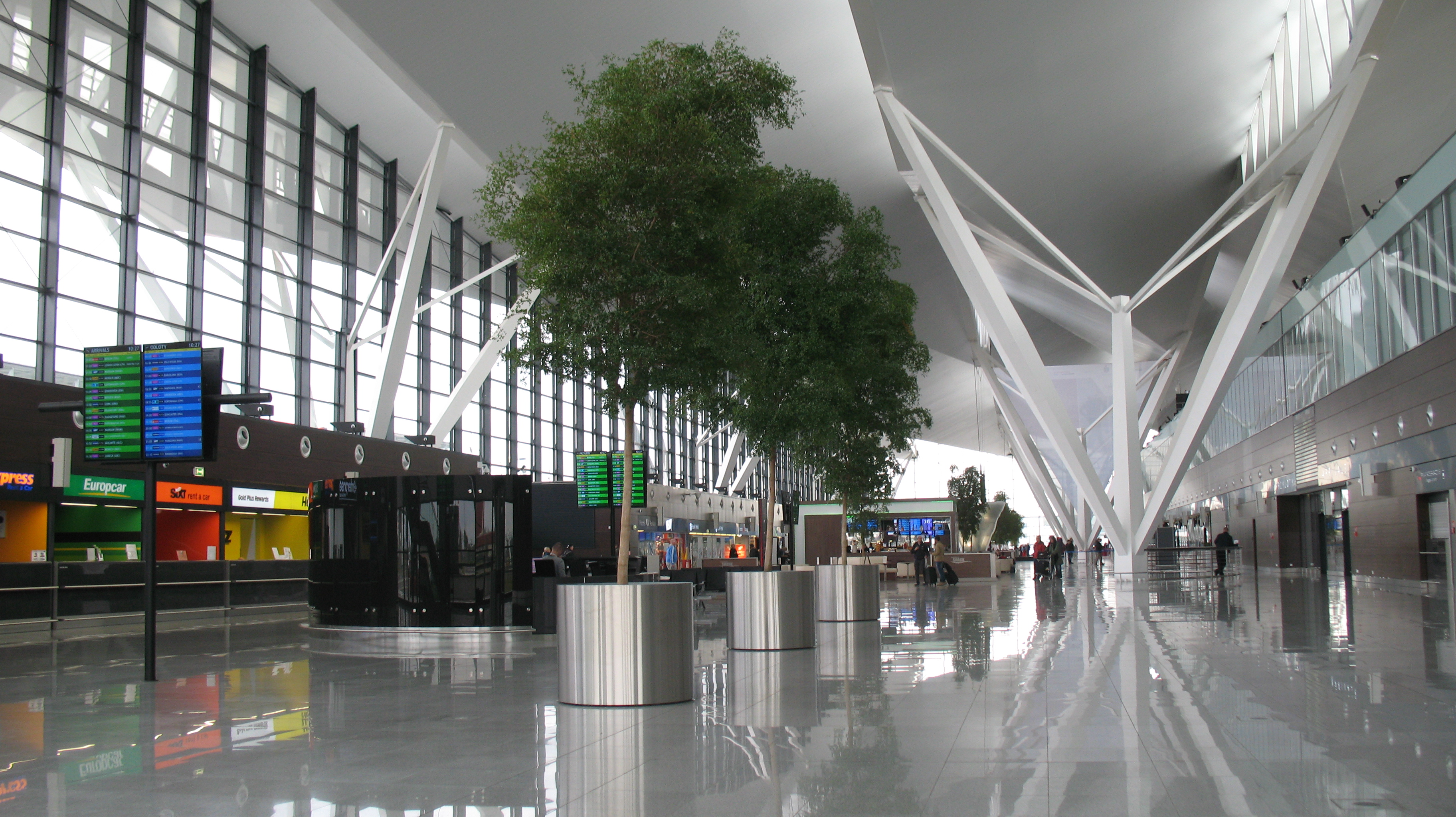
Terminal passeggeri dell'aeroporto di Danzica

L'aeroporto di Danzica-Lech Wałęsa è uno dei tre aeroporti internazionali polacchi più trafficati. La sua posizione è associata a una rete ben sviluppata di collegamenti nazionali e internazionali forniti in risposta alla crescente domanda di viaggi d'affari e turistici.
L'aeroporto di Danzica si trova a 10 km dal centro di Danzica, a circa la stessa distanza dal centro di Sopot e a 23 km dal centro di Gdynia. Il sistema stradale in continua espansione che collega l'aeroporto con i centri urbani consente agli automobilisti di coprire le distanze in circa 15-20 minuti. La vicinanza della tangenziale di Tri-city e degli svincoli con le autostrade statali n. 1, 6 e 7 facilita l'accesso dalle aree esterne a Tri-city. La comoda posizione dell'aeroporto facilita ai viaggiatori e ai trasportatori di merci il trasferimento dall'aereo alla strada, nonché alla rete ferroviaria e ai porti marittimi. L'aeroporto di Danzica Lech Wałęsa dispone di un proprio raccordo ferroviario che può essere utilizzato per la movimentazione di grandi quantità di merci spedite per via aerea.
L'aeroporto di Danzica gestisce anche gli aerei più grandi e permette a migliaia di turisti di visitare la provincia della Pomerania ogni giorno. Proprio di fronte all'ingresso principale del terminal passeggeri, i visitatori possono trovare un autobus che li condurrà al centro della città. Dalla stazione ferroviaria di fronte all'aeroporto partono frequenti treni SKM per Gdynia, Danzica Wrzeszcz, Kartuzy e Kościerzyna. I passeggeri possono anche scegliere di prendere un taxi.
Un tentativo di riconvertire parzialmente l'aeroporto militare di Gdynia-Kosakowo in un aeroporto a doppio uso militare e civile è fallito.